# City Lights (singel)
City Lights – singel belgijskiej piosenkarki Blanche, wydany 8 marca 2017 roku nakładem PIAS Recordings.
Noc przed premierą singel wyciekł do internetu za sprawą serwisu Spotify. Utwór uplasował się na 1. pozycji notowania Ultratop 50 Singles w Regionie Flamandzkim oraz 2. miejscu zestawienia Ultratop 50 Singles w Regionie Walońskim w Belgii.

## Konkurs Piosenki Eurowizji
22 listopada 2016 roku ogłoszono, że Blanche będzie reprezentować Belgię podczas 62. Konkursu Piosenki Eurowizji organizowanego w Kijowie, a 8 marca 2017 roku opublikowano konkursową piosenkę „City Lights”, którą stworzył Pierre Dumoulin wraz z samą wokalistką. 
9 maja wystąpiła jako piąta w kolejności startowej w pierwszym półfinale Konkursu Piosenki Eurowizji i z czwartego miejsca awansowała do finału, który odbył się 13 maja. Zajęła w nim czwarte miejsce po zdobyciu 363 punktów.

## Lista utworów
- Digital download[1]

1. „City Lights” – 2:54

## Notowania i certyfikaty
| Lista (2017)                           | Najwyższa pozycja |
| -------------------------------------- | ----------------- |
| Austria (Ö3 Austria Top 40)            | 14                |
| Belgia (Ultratop 50 Singles, Flandria) | 1                 |
| Belgia (Ultratop 50 Singles, Walonia)  | 2                 |
| Francja (Top Singles & Titres)         | 35                |
| Hiszpania (PROMUSICAE)                 | 21                |
| Holandia (Single Top 100)              | 39                |
| Niemcy (Media Control Charts)          | 38                |
| Polska (AirPlay – Top)                 | 23                |
| Portugalia (AFP)                       | 49                |
| Szwajcaria (Singles Top 100)           | 24                |
| Szwecja (Sverigetopplistan)            | 18                |
| Węgry (Single (track) Top 40 lista)    | 12                |

| Lista (2017)                | Najwyższa pozycja |
| --------------------------- | ----------------- |
| Belgia (Ultratop, Flandria) | 6                 |
| Belgia (Ultratop, Walonia)  | 20                |

| Państwo      | Status             |
| ------------ | ------------------ |
| Belgia (BEA) | 2× platynowa płyta |